# Joan Craft
Joan Craft est une actrice, productrice et réalisatrice britannique qui a commencé à travailler pour la BBC dans les années 1960. Elle a réalisé avec Campbell Logan un certain nombre d'adaptations en noir et blanc et en direct.

## Filmographie

### D'aprèsCharles Dickens
- 1965 : A Tale of Two Cities, en 10 épisodes diffusés du 11 avril au 13 juin
- 1966 : David Copperfield, en 13 épisodes hebdomadaires, du 16 janvier au 10 avril
- 1967 : Great Expectations (1967), en 10 épisodes diffusés du 22 janvier au 26 mars

D'après Jane Austen
- 1967 : Orgueil et Préjugés, en noir et blanc et en direct (Neighbours, le 10 septembre ; Pride, le 17 septembre ; Proposal, le 24 septembre ; Prejudice, le 1eroctobre ; Elopement, le 8 octobre : Destiny, le 15 octobre)

### Réalisations plus récentes
- 1973 : Jane Eyre, en 5 épisodes de 55 min
- 1975 : David Coperfield (1 nomination aux BAFTA TV Awards)
- 1976 : Lorna Doone, d'après RD Blakmore (1 nomination aux Daytime Emmy en 1979)
- 1972-1975 : Anne of the Green Gables (5 épisodes de 58 min) et sa suite Anne of Avonlea (6 épisodes de 58 min)